# Leo Zogmayer
Leo Zogmayer (* 28. Februar 1949 in Krems, Niederösterreich) ist ein österreichischer Künstler. Er lebt in Wien und Krems.

## Leben und Werk

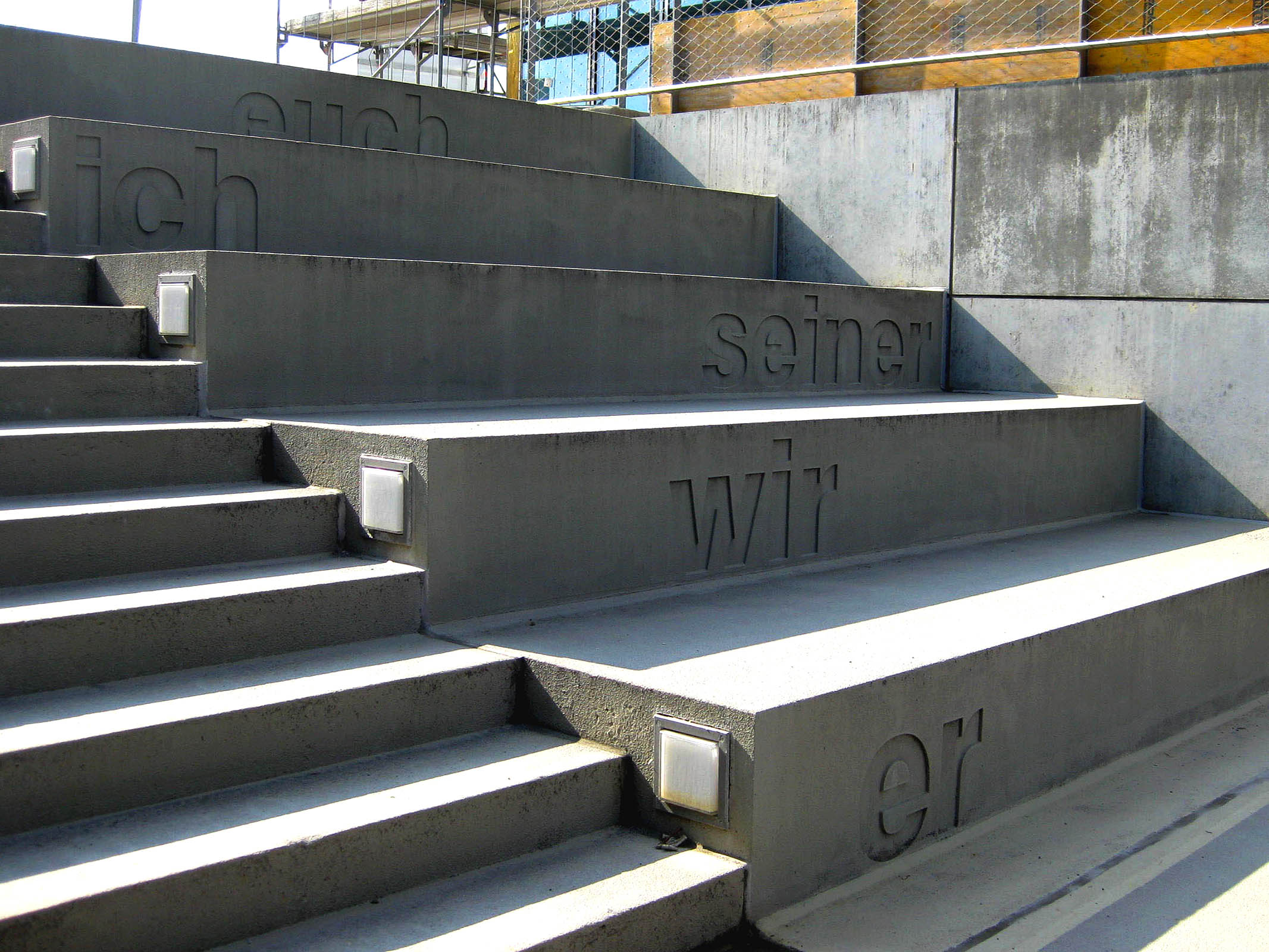
uns ihnen ihm wir euch mich unser, Tübingen (2004)

Zwischen 1975 und 1981 studierte Zogmayer an der Universität für Angewandte Kunst in Wien bei Herbert Tasquil. Bevorzugte bildnerische Medien Zogmayers sind Zeichnung, Druckgrafik, Fotografie, Computerzeichnung, Malerei (Hinterglasmalerei), Skulptur (Holz, Eisen, Aluminium, Beton). Seit Ende der Achtziger realisiert Zogmayer zudem raumgreifende Kunstprojekte in unterschiedlichen architektonischen und städtebaulichen Kontexten (Wien, St. Pölten, St. Veit/Salzburg, Sonnenhausen/Deutschland, Tübingen, New York) als auch an der Schnittstelle zum Design und gestaltete auch mehrere liturgische Räume (Brüssel, Frankfurt, Bonn, Aschaffenburg, Graz, Karmelitinnenkloster Innsbruck). Zwischen 1998 und 2000 leitete er die Klasse für Ästhetik des Raums an der Internationalen Sommerakademie Topolcianky in der Slowakei.
Anfang der 1990er-Jahre löste sich Zogmayer von den ins Narrative, Mimetische und Expressive reichenden Komponenten seiner bisherigen, vorwiegend als Malerei, Zeichnung und Druckgrafik realisierten Kunst. Es entstehen Raum- und Wandobjekte, die auf klaren geometrischen Grundformen basieren und die der Künstler zu installationsartigen, raumbezogenen Inventarien kombiniert.
Mitte der 1990er Jahre kamen im Zuge einer weiteren Radikalisierung der Bildreduktion Wort und Text ins Spiel. Der Künstler sparte hierbei einzelne Worte oder kurze Sätze aus monochromen Farbflächen seiner Hinterglasbilder aus, gravierte sie in quader- und zylinderförmige Objekte aus Stahl oder Aluminium und platzierte sie als großformatige Installationen im öffentlichen Raum.
Inhaltliche Themenfelder in Zogmayers Kunst sind u. a. die Rehabilitierung und Neuakzentuierung des Schönen als ästhetischem Kernbegriff, die Thematisierung von Zeit, interkulturelle Diskurse, Kunst und Spiritualität, reduktionistische und ikonoklastische Ästhetik.
2023 wurde der von Zogmayer konzipierte neue Altar der Berliner St.-Hedwigs-Kathedrale geweiht, das Herzstück der umfassenden Neugestaltung der Kathedrale.

## Ausstellungen (Auswahl)
- 1991 Essen, Museum Folkwang, Leo Zogmayer – Zeichnung / Skulptur
- 1991 Salzburg, Rupertinum, Leo Zogmayer – Skulptur
- 1991 Wien, Museum moderner Kunst, Stiftung Ludwig, Leo Zogmayer – Skulptur
- 1996 Essen, Museum Folkwang, Positionen – Reisen an die Grenzen der Malerei
- 1996 Rom, Palazzo Braschi, Austriaci a Roma
- 2000 Bratislava, Galerie Medium, Leo Zogmayer – Raum Farbe Text
- 2001 Marburg, Kunstverein, Leo Zogmayer – Kein Bild
- 2001 Wien, MUMOK, Diskursive Malerei
- 2002 Warschau, Nationalmuseum, Semiotic Landscape
- 2005 New Delhi, Lalit Kala Akademi, 11. Triennale India
- 2006 Krems, Kunsthalle, Leo Zogmayer – schön
- 2008 Brünn, Moravian Gallery, I Asked The Friends ...
- 2010 Wien, MUMOK, Malerei – Prozess und Expansion
- 2010 Wien, MAK Museum für angewandte Kunst, Project Vienna
- 2012 Neuhaus, Museum Liaunig, Realität und Abstraktion
- 2013 Wien, 21er Haus, Zeichen – Bild – Objekt
- 2014 Berlin, KunstBüroBerlin, Zeit Unzeit
- 2015 Salzburg, Salzburg Museum, Piano Arte
- 2015 Linz, Schlossmuseum, Mythos Schönheit
- 2017 Wien, MAK Museum für angewandte Kunst, Ästhetik der Veränderung
- 2017 Wien, Dommuseum Wien, Bilder der Sprache
- 2019 Berlin, drj Galerie, Century Idee Bauhaus, 100 artists
- 2019 Krems, Dominikanerkirche,Leo Zogmayer – REDEN SCHWEIGEN WOVON

## Öffentliche Sammlungen (Auswahl)
- Museum moderner Kunst Sammlung Ludwig, Wien
- Grafische Sammlung Albertina, Wien
- Universität für angewandte Kunst, Wien
- Museum der Moderne Salzburg
- Lentos, Kunstmuseum Linz
- Niederösterreichisches Landesmuseum, St. Pölten
- Museum Liaunig, Neuhaus
- Museum Folkwang, Essen
- Hedendaagse Kunst, Utrecht
- Museum of Contemporary Art, Seoul
- Espace de l'Art Concret, Mouans-Sartoux
- Fonds d'art contemporain de la Ville de Genève
- Museo de Bellas Artes, Santander

## Auszeichnungen (Auswahl)
- 1984 Österreichisches Staatsstipendium für bildende Kunst
- 1985 Theodor-Körner-Preis
- 1986 Adolf-Schärf-Kunstpreis Wien
- 1996 Kulturpreis des Landes Niederösterreich
- 1999 Georg-Eisler-Preis
- 2014 Österreichisches Ehrenkreuz für Wissenschaft und Kunst
- 2019 Großes Ehrenzeichen für Verdienste um das Bundesland Niederösterreich